# Шелест, Тарас Анатольевич
Тара́с Анато́льевич Ше́лест (род. 3 февраля 1980) — российский футболист, полузащитник.

## Карьера
Воспитанник футбольной школы московского «Спартака». Профессиональную карьеру начал в 1999 году в «Спартаке-Чукотке», выступавшем во Втором дивизионе. Далее играл в красноярском «Металлурге». Далее играл в латвийском «Металлурге» из Лиепаи. В 2002 году выступал в сибирских командах «Томь» и «Кузбасс-Динамо». С 2003 по 2005 год выступал в «Орле». В январе 2006 года отправился на просмотр в московское «Динамо», однако клубу не подошёл. В том же году перебрался в грозненский «Терек». В 2008 году на правах аренды выступал за хабаровскую «СКА-Энергию».

## Личная жизнь
Сын тренера Анатолия Шелеста. Часто играл за клубы, в которых отец был тренером.

## Достижения
Спартак-Чукотка
- Победитель турнира второго дивизиона зоны «Центр»: 1999

 ФК Орел
- Победитель турнира второго дивизиона зоны «Центр»: 2003